# Бюст Карима Сутюшева
Бюст Карима Сутюшева — бюст Карима Рахимовича Сутюшева (1885—1918), революционера, первого в Петропавловске большевика. Установлен в 1975 году на улице Петропавловска, также названной в его честь.
Карим Сутюшев был активным участником событий в крае в годы первой русской революции 1905—1907 годов, Февральской и Октябрьской революций 1917 года.
Бюст изготовлен Ленинградским отделением художественного фонда, выполнен из серого гранита, водружен на постамент, облицованный мрамором. Общая высота памятника составляет 3,25 метра. На табличку помещена надпись: «Первому в городе большевику. Карим Сутюшев. 1888—1918».
В 2010 году включён в Государственный список памятников истории и культуры местного значения Северо-Казахстанской области.